# 富里溫泉
富里溫泉位於臺灣花蓮縣富里鄉，又稱枋仔崙溫泉，主要分布於枋仔崙溪上游左岸，海拔高度約392公尺，依地質分類屬於臺灣海岸山脈的沉積岩溫泉。其地層利吉層中凝灰角礫外來岩塊是溫泉水出露的位置，其型態屬於野溪溫泉。

## 泉質
富里溫泉水色清澈，水溫約34.6-37℃，酸鹼值約pH8.8-9.0，含碳酸氫根離子約766ppm、氯離子約373ppm，鈉離子約313ppm，屬於中性碳酸氫鈉氯化物泉，泉水出露附近可觀察到白色碳酸鈣沉澱。